# 柳岷析
Keria，本名柳岷析（韓語：류민석Ryu Min-seok，2002年10月14日—）是一名韓國英雄聯盟職業選手，司職輔助，目前屬於隊伍T1並活躍活動。

## 選手生涯
2017年，作為業餘戰隊KeG Gyeonggi（京畿）隊員，参加2017KeSPA盃比賽。
2018年8月，Keria加入Kingzone Dragon X Academy。他被認為是一名很有潛力的選手，甚至在職業生涯首秀前的練習生時期就受到粉絲關注。 由Griffin轉會至DRX的監督cvMax也曾表示，Keria的存在是和DRX合作的原因之一。 
Keria在2020年賽季前被選入DragonX一軍隊伍。 春季賽賽季，他擔任隊伍中的主要輔助選手。此賽季中，Keria展現了難以置信的新秀表現，帶動隊伍的上升勢頭。基於他的表現，他獲得了「歷天怪」（歷代級天才怪物）的綽號。 2020春季賽結束後，Keria入選了All-LCK最佳一陣隊伍。 此外，他也被選為LCK春季新秀選手。春季賽結束後，DRX挺進季中邀請賽，Keria在季中賽中也表現不俗。2020夏季賽中，他作為隊伍輔助選手，亦為DRX贏下夏季賽亞軍並取得世界賽門票做出貢獻。但相較於春季賽，Keria的狀態略有下滑，即使如此，仍入選隊伍參加2020英雄聯盟世界賽的名單。在世界賽舞台上，他的表現與常規賽相反，表現不盡人意。在八強賽中對陣Damwon Gaming，DRX被對手以0-3比分擊敗，止步八強。 2020賽季結束後，Keria宣佈離開DRX，成為自由人。
在2021賽季前，Keria加入T1 。 在春季賽中，他擔任隊伍中主要輔助選手。春季賽中，T1由於多名選手的輪換上場，排名搖搖欲墜，但Keria持續作為首發輔助出戰，並在狀態浮動的隊伍中以出色表現作為支柱。隊伍在春季賽後半狀態回溫，也成功晉級季後賽。春季賽結束後，Keria入選All-LCK最佳一陣隊伍。 他在夏季賽賽程中繼續作為隊伍首發輔助出賽。即使在夏季賽中，T1在賽季中期陷入低迷球队，Keria仍有良好的表現，幫助T1穩住中心，為隊伍晉級季後賽做出貢獻。夏季賽結束後，Keria再入選All-LCK最佳一陣隊伍。 季後賽中Keria持續發力，尤其在對陣DWG KIA的決賽中表現亮眼，但最終以1-3比分惜敗，T1獲得亞軍。
在2022年春季賽季中Keria繼續擔任T1首發輔助。Keria延續去年的出色表現，為隊伍常規賽的勝利做出貢獻。常規賽結束後，Keria入選All-LCK最佳一陣隊伍，並被選為MVP。 春季賽決賽上，T1以3-1比分戰勝Gen.G，Keria獲得職業生涯中首個聯賽冠軍。
2023年，Keria繼續作為T1首發輔助選手。
2023年春季賽中，T1以常規賽17勝1敗的成績榮居第一。 Keria 作為輔助選手，拿出前所未見的遠程攻擊英雄搭配符文刀鋒之雹，度過了一個歷史性的賽季。然而，T1在季後賽決賽中敗給Gen.G，獲得亞軍。春季賽結束後，Keria共獲得了2023春季All-LCK最佳一陣隊伍、Player of Split、常規賽MVP的榮譽，即使最終未能奪冠，對於Keria來說這仍是一個難忘的賽季。
在2023MSI（季中邀請賽）上，T1排名第三。
2023夏季賽，Faker因傷休息了一段時間，T1以常規賽第五的名次晉級季後賽，但仍因表現不佳遭到批評。然而，T1憑藉Faker回歸帶來的出色表現晉級決賽，但再次被Gen.G牽制，屈居亞軍。
Keria入選2022杭州亞運會英雄聯盟國家隊隊員，並作為首發輔助選手發揮積極作用。由於在亞運會上奪得金牌，Keria得以豁免兵役。
2023英雄聯盟世界錦標賽，T1在四強賽擊敗了冠軍的有利爭奪者JD Gaming，晉級決賽。並在決賽中擊敗WBG，贏得S13英雄聯盟世界冠軍。

## 所屬團隊
| # | 團隊         | 隸屬期間                | 所屬聯賽 |
| - | ------------ | ----------------------- | -------- |
| — | KeG Gyeonggi | 2017/08/19 ~ 2017/11/22 |          |
| 1 | DRX Academy  | 2018/08/28 ~ 2019/12/03 | LCK AS   |
| 2 | DRX          | 2019/12/03 ~ 2020/11/17 | LCK      |
| 3 | T1           | 2020/11/18 ~            | LCK      |

## 獲獎及榮譽

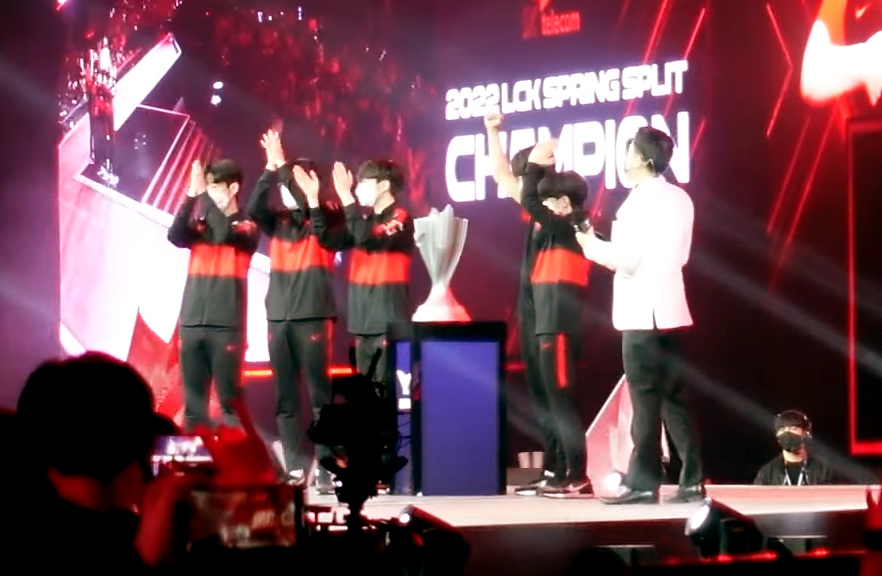
2022年LCK春季賽奪冠照片。

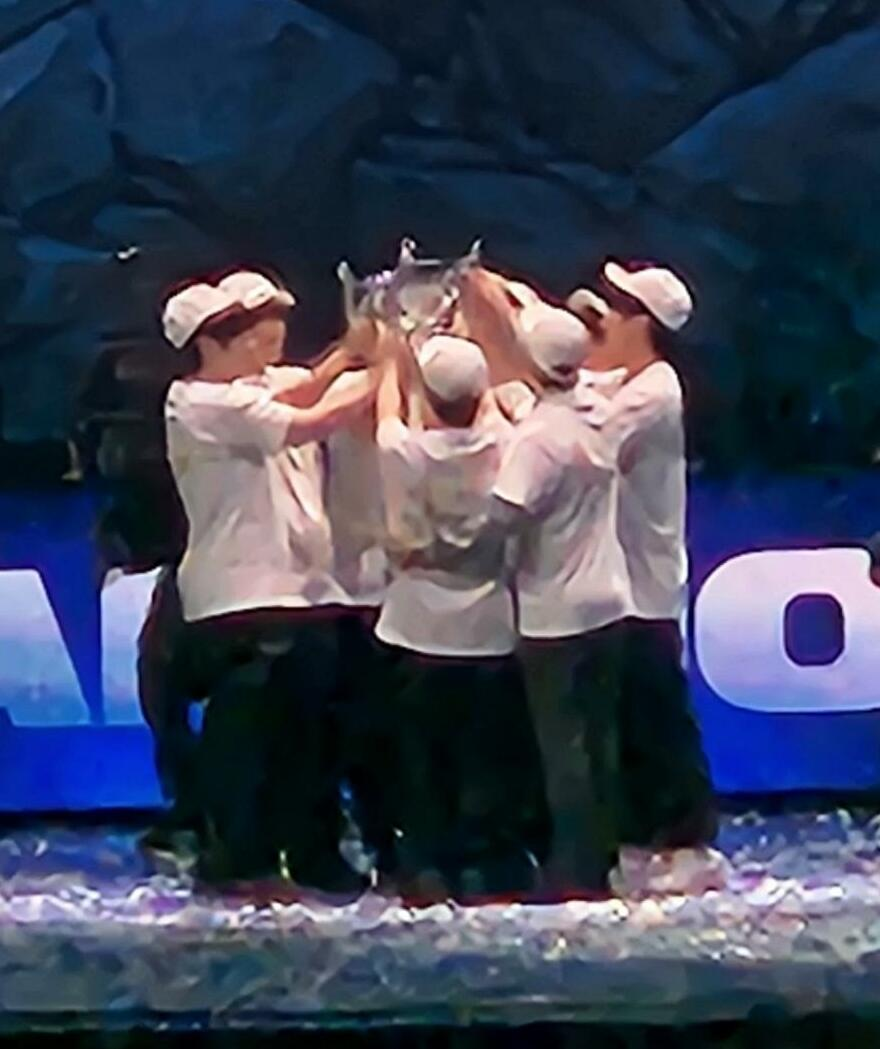
2023年世界賽奪冠照片。

### 2020年
- 韓國英雄聯盟冠軍聯賽2020春季賽 季軍
- 韓國英雄聯盟冠軍聯賽2020春季賽 Young Player
- 2020年LCK春季賽 第一陣容輔助選手
- 韓國英雄聯盟冠軍聯賽2020夏季賽 亞軍
- 2020年LCK夏季賽 第二陣容輔助選手
- 2020年英雄聯盟世界賽八強

### 2021年
- 2021年LCK春季賽 第一陣容輔助選手
- 韓國英雄聯盟冠軍聯賽2021夏季賽 亞軍
- 2021年LCK夏季賽 第一陣容輔助選手
- 2021年英雄聯盟世界賽四強
- 2021年LCK Awards 年度位置最佳選手獎

### 2022年
- 韓國英雄聯盟冠軍聯賽2022春季賽 冠軍(T1)
- 2022春季賽 常規賽MVP
- 2022年LCK春季賽 第一陣容輔助選手
- 2022年季中邀請賽 亞軍
- 韓國英雄聯盟冠軍聯賽2022夏季賽 亞軍
- 2020年LCK春季賽 第二陣容輔助選手
- 2022年英雄聯盟世界賽 亞軍
- 2022年LCK Awards 年度位置最佳選手獎
- 2022 LCK Awards Secret Lab 助攻王獎
- 2022 年電子競技名人堂入選選手
- 電子競技名人堂Heroes部門入選

### 2023年
- 2023春季賽 常規賽MVP
- 2023春季賽 Player of the Split
- 2023年LCK春季賽 第一陣容輔助選手
- 韓國英雄聯盟冠軍聯賽2023春季賽 亞軍
- 2023季中邀請賽 季軍
- 韓國英雄聯盟冠軍聯賽2023夏季賽 亞軍
- 2022年杭州亞運會電子競技英雄聯盟項目 金牌 (韓國代表隊)
- 2023英雄聯盟世界錦標賽 冠軍 (T1)

### 2024年
- 韓國英雄聯盟冠軍聯賽2024春季賽 亞軍
- 2024年LCK春季賽 第一陣容輔助選手
- 2024季中邀請賽 季軍
- 2024年電競世界盃 – 英雄聯盟項目 冠軍 (T1)
- 韓國英雄聯盟冠軍聯賽2024夏季賽 季軍
- 2024年LCK夏季賽 第三陣容輔助選手
- 2024英雄聯盟世界錦標賽 冠軍 (T1)

### 2025年
- 2025季中邀請賽 亞軍
- 2025年電競世界盃 – 英雄聯盟項目 季軍

## 影視作品

### 綜藝節目
| 年份   | 日期    | 電視台／平台 | 節目名稱     | 集數 | 備註            |
| ------ | ------- | ------------ | ------------ | ---- | --------------- |
| 2024年 | 1月27日 | JTBC         | 認識的哥哥   | 418  |                 |
| 2024年 | 5月6日  | YouTube      | SELF-ON KODE |      | 與SEVENTEEN圓佑 |

### 電影
| 上映日期     | 電影名稱         |
| ------------ | ---------------- |
| 2024年9月4日 | T1 Rose Together |

## 外部連結
- Keria的Instagram帳戶
- Keria的X帳戶
- Keria的新浪微博
- Keria的YouTube頻道
- Keria的SOOP頻道（韓版）
- Keria的SOOP頻道（國際版）
- Keria的虎牙直播間